# Helena Klakočar
Helena Klakočar (Tuzla, 1958.) je hrvatska akademska slikarica i crtačica stripova, poznata po svojim autobiografskim, društvenim i političkim opažanjima.
Rođena je u Tuzli u Bosni i Hercegovini, u hrvatskoj obitelji. Kada je imala sedam godina njezina se obitelj preselila u Maribor, gdje je završila osnovnu školu i gimnaziju. Studirala je na Umjetničkoj akademiji u Zagrebu, te je postala uspješna kao autorica stripova, dizajnerica plakata i na radu s animiranim filmovima. Radila je kao umjetnički organizator u Zagrebu.
Dobila je stipendiju zaklade Fonds BKVB iz Amsterdama, a kasnije i od Centra de la livre u Parizu, te je nastavila s umjetničkim izražavanjem. Godine 1992. preselila se sa suprugom i djetetom u Nizozemsku, gdje je nastavila svoj dnevnik na temu imigrantskog života u Nizozemskoj "Friesland (Nemirno more 2)".
Živi na relaciji Zagreb-Amsterdam-Pula. Na najvećem europskom festivalu stripa u Angoulêmeu, za strip “Nemirno more” koji je prvo izašao na francuskom, dobila je 2000. nagradu Alph-Art za najbolji strip stranog autora te France Info 2000., što je, uz Grand prix za “Tupka” Nedjeljka Dragića na festivalu u Montrealu 1971. najvažnije priznanje koje je ikad dobio neki od hrvatskih strip autora.
"Nemirno more" je u Hrvatskoj prvi puta kao samostalna knjiga stripa objavljen tek 2015. godine.   

## Vanjske poveznice
- Službene stranice  Arhivirana inačica izvorne stranice od 1. travnja 2016. (Wayback Machine)